# Ганс Крістіан Ерстед
Ганс Крістіа́н Ерсте́д (дан. Hans Christian Ørsted; 14 серпня 1777 — 9 березня 1851) — данський фізик, дослідник електромагнетизму і хімік. У 1820 році відкрив зв'язок між електричним та магнітним полем, помітивши дію електричного струму на магнітну стрілку.
Перебував під впливом філософії Іммануїла Канта.
Ганс Крістіан Ерстед закінчив Копенгагенський університет (1797 рік). З 1800 року ад'юнкт, з 1806 — професор Копенгагенського університету. З 1815 року неодмінний секретар Данського королівського товариства. З 1829 одночасно директор організованої за його ініціативою Політехнічної школи в Копенгагені. Керував створеним ним товариством з поширення природничо-наукових знань (1824 рік). Основні праці з фізики, хімії, філософії. Найважливіша наукова заслуга Ерстеда — встановлення зв'язку між електричними і магнітними явищами в дослідах з відхиленню магнітної стрілки під дією провідника зі струмом. Повідомлення про ці досліди, опубліковане в 1820 році, викликало велике число досліджень, які у результаті привели до створення електродинаміки і електротехніки. Ерстед вивчав також стисливість рідин, використовуючи винайдений (1822) ним п'єзометр. Він першим (1825 рік) отримав відносно чистий алюміній.
Ерстед — почесний член Петербурзької академії наук (з 1830 року). На його честь названа одиниця напруженості магнітного поля — ерстед.

## Ранні роки
Народився 14 серпня 1777 у маленькому містечку Рудкебінгу, що розташоване на острові Лангеланн. Його батько був аптекарем, грошей у сім'ї завжди бракувало. Початкову освіту брати Ханс Крістіан і Андерс одержали де трапилось: міський перукар вчив їх німецькій мові; його дружина — данській; пастор маленької церкви навчив їх правилам граматики, познайомив з історією і літературою; землемір навчив додаванню і відніманню, а приїжджий студент вперше розказав їм про властивості мінералів.
З 12 років Ханс допомагав своєму батькові в аптеці. Тут він зацікавився природничими науками і вирішив поступати в університет.

## Навчання в Копенгагенському університеті

Hans Christian Ørsted, Der Geist in der Natur, 1854

Університет в столиці Данії Копенгагені було засновано ще в 1478 року, але його загальноосвітній рівень був ще досить низьким. Достатньо сказати, що з початку XVIII століття кафедра фізики в ньому була ліквідована з метою посилити курс богослів'я.
1794 року (17 років) Ерстед як абітурієнт виїхав у Копенгаген і цілий рік готувався до екзаменів, які пізніше успішно витримав. Його брат вирушив за ним до Копенгагена і вивчав там юриспруденцію. Під час навчання Ерстед займався практично всіма можливими дисциплінами. За есе «Межі поезії і прози» йому було присуджено Золоту медаль університету.
Він надавав перевагу різносторонності професіоналізму. Наступна його робота, також високо оцінена, була присвячена властивостям лугів, а блискуче захищена дисертація, за яку він 1798 року (лише закінчив навчання) здобув ступінь доктора філософії, була присвячена медицині. За іншою версією, ступінь доктора філософії він (без захисту) здобув за свою першу опубліковану працю «Метафізичні основи природознавства Канта».
По завершенню 3-літнього навчання в університеті Ерстед одержав звання фармацевта вищого ступеня. Фізику і хімію, фундаментальні предмети для природничих наук, викладали в університеті за сумісництвом професори медицини.
Випускник-фармацевт влаштувався тимчасовим управляючим однієї зі столичних аптек, але бажання займатися викладацькою роботою привело його до посади ад'юнкта (наймолодша вчена посада в академіях та вузах; помічник академіка або професора) при університеті. Йому доручили читання двох лекцій в неділю без оплати праці. Отже, він вимушений був продовжувати працювати в аптеці. Ця робота хоча й відволікала від науки, але дозволяла використовувати обладнання аптеки як дослідницьку лабораторію.
Старання ад'юнкта були помічені начальством і його згодом направили в закордонне відрядження для підвищення наукової кваліфікації. Спочатку Німеччина, де відбулася зустріч відрядженого вченого з людиною, талант і розум якого здійснив глибокий вплив на його наукові інтереси. Мова йде про «геніального фантазера» і неординарного фізика і хіміка Йоганна Вільгельма Ріттера, принципового прибічника натурфілософії Ф. В. Шеллінґа, в основі якої була ідея, що буцім-то всі сили в природі виникають із одних і тих же джерел. Ці положення зацікавили Ерстеда. Ось що він писав: «Моє тверде переконання, що велика фундаментальна єдність пронизує природу. Після того як ми переконалися в цьому, подвійно необхідно звернути нашу увагу на різноплановість світу, де ця істина знайде своє єдине підтвердження. Якщо ми не зробимо цього, єдність сама по собі стає безплідною і пустим роздумом, що веде до неправильних поглядів».
Пізніше він потрапив у Париж, де слухав лекції вчених першої величини — фізика Шарля, хіміка Бертолле, натураліста Кюв'є. Велике враження на молодого вченого здійснили студентські лабораторії Паризької політехнічної школи — тоді в Данії таких не було. І ось його висновок: «Сухі лекції без дослідів, які читають у Берліні, не подобаються мені. Всі успіхи науки повинні розпочинатися з експериментів».
1804 року Ерстед повернувся в Данію. Але з роботою в університеті у нього не вийшло. Він не міг розраховувати на державну оплачувану посаду. Однак, після того як Ерстеду було доручено слідкувати за колекцією фізичних і хімічних приладів, що належали королю, він уже зміг читати приватні лекції з фізики і хімії.
«Мої лекції з хімії, — писав лектор-початківець, — притягують стільки слухачів, що не всі можуть поміститися в аудиторії». Власне цими лекціями Ерстед доказав адміністрації університету своє право на оплачувану штатну посаду. 1806 року він став професором фізики, в функції якого входила зобов'язання екзаменувати кандидатів з філософії, а також викладати фізику та хімію студентам-медикам і фармацевтам. «Від сьогодні, — писав вже штатний професор, — я одержав привілей заснувати фізичну школу в Данії, для якої я сподіваюсь знайти серед молодих студентів багато талановитих людей». Після цього призначення фізика була визнана повноцінною дисципліною в Копенгагенському університеті. Через сто років один із вихованців цього університету Нільс Бор (1885–1962) стане одним із творців сучасної квантової фізики.
1812 року Ерстед знову виїхав за кордон — до Берліна і Парижа. Там він написав роботу «Дослідження ідентичності електричних і хімічних сил». Ця робота свідчить про те, що автор продовжував керуватися своєю філософською концепцією. З 1815 Ерстед — незмінний секретар Данського королівського товариства.

## Електромагнетизм
15 лютого 1820 року, під час лекції, Ерстед звернув увагу на стрілку компаса, що відхилялася від свого початкового напрямку, коли електричний струм від батареї вмикався, підтверджуючи прямий зв'язок між електрикою і магнетизмом. Його початкова інтерпретація цього явища була такою, що магнітні ефекти виходять від усіх сторін дроту, який «несе» електричний струм, оскільки створює тепло. Трьома місяцями пізніше він почав інтенсивніші дослідження і скоро змінив свої уявлення, показавши, що електричний струм створює «кругле» магнітне поле, оскільки він протікає через дріт.

## Літературна діяльність
Ерстед був видатним письменником і поетом. Серії поезій «Повітряний корабель» (Luftskibet) були написані під враженнями від польотів повітряної кулі. Незабаром перед своєю смертю, він представив колекцію статей для публікації під заголовком «Дух в Природі». У ній було представлено життєву філософію Ерстеда і розглядалися різноманітні проблеми.